# Carl Ulrici
Carl Ulrici auch Karl Ulrici (* 25. Juli 1839 in Berlin; † 13. Januar 1896 in Dresden) war ein deutscher Schriftsteller; sein Pseudonym war Günther Walling.

## Leben
Carl Ulrici war der Sohn des Berliner Tabakfabrikanten Carl Heinrich Adolph Ulrici (1807–1876); er hatte noch eine jüngere Schwester.
Er besuchte das Gymnasium in Berlin und verbrachte anschließend ein Jahr auf Reisen in Deutschland, Italien, Nord- und Südfrankreich. Nach seiner Rückkehr nach Berlin trat er in die Fabrik seines Vaters ein, bis er sich, nach dem Tod seines Vaters, aus dem Geschäft löste und Privatier wurde.
Noch bevor er sich aus dem Geschäftsleben zurückzog, hatte er begonnen, eine Sammlung kunstgewerblicher Gegenstände anzulegen, die wegen ihrer Reichhaltigkeit zu einer der bedeutendsten Privatsammlungen dieser Art in Deutschland zählte.
Bis 1884 hielt er sich abwechselnd in Berlin und Dresden auf und nahm dann dauerhaft im Englischen Viertel in Dresden seinen Wohnsitz.
1879 hielt er sich für neun Monate in Spanien, vorwiegend in Sevilla, auf. Seine dortigen Studien über spanische Literatur und Volkspoesie veröffentlichte er 1886 in den beiden Werken Guitarrenklange. Volks- und volkstümliche Lieder Spaniens. Uebersetzungen und eigene Gedichte und Vom Land des Weins und der Gesänge. Wanderungen an der Hand der Dichtkunst. Fremdes und Eigenes.
Er veröffentlichte 1884 eine Sammlung eigener Gedichte unter dem Titel Von Lenz zu Herbst, die in mehreren Auflagen erschien.
1889 publizierte er noch eine mehr kulturhistorische Arbeit unter dem Titel Aus den Tagen Karls V., das Gedichte und Prosaaufsätze enthielt.
Auf Anregung von Alfred Meißner, den er 1861 in Karlsbad kennengelernt hatte, veröffentlichte er seine Gedichte auch in verschiedenen Zeitschriften, unter anderem in den Münchener Fliegenden Blättern. Auch das Urteil von Ferdinand Freiligrath, den er Anfang der 1870er Jahre kennenlernte, war ihm in seinem lyrischen Schaffen sehr förderlich.
Einige seiner Gedichte wurden auch von Komponisten wie Jean Louis Nicodé, Alban Förster und Edmund Kretschmer vertont.
Er wurde auf dem Friedhof Tolkewitz bei Dresden beigesetzt.
Nach seinem Tod erschienen noch seine Deutsche Lieder.

## Schriften (Auswahl)
- Von Lenz zu Herbst. Leipzig und Berlin, 1884 (Digitalisat).
- Guitarrenklange. Volks- und volkstümliche Lieder Spaniens. Uebersetzungen und eigene Gedichte. 1886.
- Vom Land des Weins und der Gesänge. Wanderungen an der Hand der Dichtkunst. Fremdes und Eigenes. 1886.
- Aus den Tagen Carls des Fünften. Leipzig, 1889 (Digitalisat).
- Die Alhambra. In: Internationale Kunstausstellungszeitung, 2. Jahrgang, Nr. 4. 1889. S. 55–56 (Digitalisat).
- Deutsche Lieder. 1896.